# Сальца-ді-Пінероло
Сальца-ді-Пінероло (італ. Salza di Pinerolo, п'єм. Sansa) — муніципалітет в Італії, у регіоні П'ємонт,  метрополійне місто Турин.
Сальца-ді-Пінероло розташована на відстані близько 560 км на північний захід від Рима, 55 км на захід від Турина.
Населення — 74 особи (2014).

## Демографія
Населення за роками:

Станом на 1 січня 2023 року в муніципалітеті офіційно проживало 5 іноземців з 2 країн, серед них 4 громадяни країн Євросоюзу.

## Сусідні муніципалітети
- Масселло
- Перреро
- Праджелато
- Пралі